# جانگلساپ
جانگلساپ (نام علمی: Anonidium mannii) نام یک گونه از تیره آنوناسه است.